# 1812 km del Qatar 2024
La 1812 km del Qatar 2024 (ufficialmente denominata "Qatar Airways Qatar 1812 km 2024" per motivi di sponsorizzazione) è stata l'edizione inaugurale dell'evento e la prima corsa endurance svoltasi in Qatar valida per il Campionato del mondo endurance FIA.
La corsa si è svolta il 2 marzo 2024 ed è stato il primo round della stagione 2024 del WEC.

## Format
Prima del weekend di gara, il 26 e il 27 febbraio si terrà il prologo d'inizio stagione. Come novità regolamentare per le qualifiche di entrambe le classi è presente la Hyperpole per determinare la griglia della corsa. 
| Data                 | Ora locale (UTC+3) | Ora Italiana | Evento              |
| -------------------- | ------------------ | ------------ | ------------------- |
| Giovedì, 29 febbraio | 12:20-13:50        | 10:20-11:50  | Prove libere 1      |
| Giovedì, 29 febbraio | 17:30-19:00        | 15:30-17:00  | Prove libere 2      |
| Venerdì, 1º marzo    | 11:00-12:00        | 9:00-10:00   | Prove libere 3      |
| Venerdì, 1º marzo    | 16:00-16:12        | 14:00-14:12  | Qualifiche GT3      |
| Venerdì, 1º marzo    | 16:20-16;32        | 14:20-14:32  | Qualifiche Hypercar |
| Venerdì, 1º marzo    | 16:40-16:50        | 14:40-14:50  | Hyperpole GT3       |
| Venerdì, 1º marzo    | 16:58-16:08        | 14:58-15:08  | Hyperpole Hypercar  |
| Sabato, 2 marzo      | 11:00-21:00        | 9:00-19:00   | Gara                |
| Note                 |                    |              |                     |

## Elenco iscritti
Il 15 febbraio del 2024 viene annunciata l’entry list per la corsa. Il 24 febbraio, invece, viene pubblicato il Balance of Performance (BoP).

### Classe Hypercar
La Cadillac porta in pista una sola V-LMDh confermando il duo Earl Bamber e Alex Lynn oltre ad aggiungere la Sébastien Bourdais. La Toyota punta sulla costanza sostituendo solo José María López con Nyck de Vries, ex pilota di Formula 1 e campione del Mondo di Formula E.
Mentre sono ben cinque le Porsche 963 iscritte alla corsa in Qatar, nelle due vetture ufficiali gestire dalla Penske vengono confermati i cinque piloti su sei, l'unico cambio avviene tra Matt Campbell e Dane Cameron. Altre due 963 vengono affidate alla Hertz Jota Sport che tra i piloti schiera il campione del mondo di Formula 1 2009, Jenson Button, mentre l'ultima 963 viene concessa al team Proton Competition.
La FIA non accetta la presenza del Floyd Vanwall Racing Team mentre esordisce l'Isotta Fraschini Tipo 6 LMH-C, la nuova Hypercar del omonimo costruttore italiano. Un altro esordio è quello della Lamborghini SC63, il costruttore italiano porta una sola vettura in Qatar ed l'affida ad Daniil Kvjat, Mirko Bortolotti ed Edoardo Mortara.
In Qatar esordisce anche la BMW M Hybrid V8 (nel 2023 ha corso nel Campionato IMSA WeatherTech SportsCar), il costruttore tedesco porta nel WEC due vetture come anche l'Alpine che torna nella classe regina dopo un anno passato nella classe LMP2. Sulla vettura #35 il team francese schiera Paul-Loup Chatin, Ferdinand Habsburg e Charles Milesi; mentre sulla #36 vengono schierati Mick Schumacher, Nicolas Lapierre e Matthieu Vaxivière.
La Ferrari oltre a confermare gli equipaggi #50 e #51 porta una terza vettura in pista che viene gestita, da privata, da AF Corse scegliendo Robert Kubica, Ye Yifei e Robert Švarcman. La Peugeot conferma i due equipaggi visti nel ultima corsa della stagione 2023 scambiando Paul di Resta con Gustavo Menezes.
| No. | Squadra                   | Auto                          | Pneumatici | Pilota 1              | Pilota 2           | Pilota 3            |
| --- | ------------------------- | ----------------------------- | ---------- | --------------------- | ------------------ | ------------------- |
| 2   | Cadillac Racing           | Cadillac V-LMDh               | M          | Earl Bamber           | Alex Lynn          | Sébastien Bourdais  |
| 5   | Porsche Penske Motorsport | Porsche 963                   | M          | Michael Christensen   | Matt Campbell      | Frédéric Makowiecki |
| 6   | Porsche Penske Motorsport | Porsche 963                   | M          | André Lotterer        | Laurens Vanthoor   | Kévin Estre         |
| 7   | Toyota Gazoo Racing       | Toyota GR010 Hybrid           | M          | Mike Conway           | Kamui Kobayashi    | Nyck de Vries       |
| 8   | Toyota Gazoo Racing       | Toyota GR010 Hybrid           | M          | Sébastien Buemi       | Brendon Hartley    | Ryō Hirakawa        |
| 11  | Isotta Fraschini          | Isotta Fraschini Tipo 6 LMH-C | M          | Carl Wattana Bennett  | Jean-Karl Vernay   | Antonio Serravalle  |
| 12  | Hertz Jota Sport          | Porsche 963                   | M          | Will Stevens          | Norman Nato        | Callum Ilott        |
| 15  | BMW M Team WRT            | BMW M Hybrid V8               | M          | Dries Vanthoor        | Raffaele Marciello | Marco Wittmann      |
| 20  | BMW M Team WRT            | BMW M Hybrid V8               | M          | Sheldon van der Linde | Robin Frijns       | René Rast           |
| 35  | Alpine Endurance Team     | Alpine A424                   | M          | Paul-Loup Chatin      | Ferdinand Habsburg | Charles Milesi      |
| 36  | Alpine Endurance Team     | Alpine A424                   | M          | Matthieu Vaxivière    | Nicolas Lapierre   | Mick Schumacher     |
| 38  | Hertz Jota Sport          | Porsche 963                   | M          | Oliver Rasmussen      | Philip Hanson      | Jenson Button       |
| 50  | Ferrari AF Corse          | Ferrari 499P                  | M          | Antonio Fuoco         | Nicklas Nielsen    | Miguel Molina       |
| 51  | Ferrari AF Corse          | Ferrari 499P                  | M          | Alessandro Pier Guidi | Antonio Giovinazzi | James Calado        |
| 63  | Lamborghini Iron Lynx     | Lamborghini SC63              | M          | Daniil Kvjat          | Mirko Bortolotti   | Edoardo Mortara     |
| 83  | AF Corse                  | Ferrari 499P                  | M          | Robert Kubica         | Ye Yifei           | Robert Švarcman     |
| 93  | Peugeot TotalEnergies     | Peugeot 9X8                   | M          | Mikkel Jensen         | Jean-Éric Vergne   | Nico Müller         |
| 94  | Peugeot TotalEnergies     | Peugeot 9X8                   | M          | Stoffel Vandoorne     | Paul di Resta      | Loïc Duval          |
| 99  | Proton Competition        | Porsche 963                   | M          | Julien Andlauer       | Harry Tincknell    | Neel Jani           |

### Classe LMGT3
Per la stagione 2024 la classe LMGTE Am viene sostituita dalla nuova classe LMGT3. Vengono selezionati nove costruttori: l'Aston Martin, la BMW, la Ferrari, la McLaren, la Lamborghini, la Ford, la Lexus, la Chevrolet Corvette e la Porsche.
Ogni costruttore porta in pista due vetture per un totale di 18 auto presenti GT3. Tra i vari piloti spicca Valentino Rossi, nove volte campione del mondo del Motomondiale, che corre con la BMW M4 GT3 del Team WRT.
| No. | Squadra              | Auto                          | Pneumatici | Pilota 1              | Pilota 2           | Pilota 3            |
| --- | -------------------- | ----------------------------- | ---------- | --------------------- | ------------------ | ------------------- |
| 27  | Heart of Racing Team | Aston Martin Vantage GT3 Evo  | G          | Daniel Mancinelli     | Alex Riberas       | Ian James           |
| 31  | Team WRT             | BMW M4 GT3                    | G          | Augusto Farfus        | Sean Gelael        | Darren Leung        |
| 46  | Team WRT             | BMW M4 GT3                    | G          | Valentino Rossi       | Maxime Martin      | Ahmad Al Harthy     |
| 54  | Vista AF Corse       | Ferrari 296 GT3               | G          | Francesco Castellacci | Davide Rigon       | Thomas Flohr        |
| 55  | Vista AF Corse       | Ferrari 296 GT3               | G          | Alessio Rovera        | Simon Mann         | François Heriau     |
| 59  | United Autosports    | McLaren 720S GT3 Evo          | G          | Grégoire Saucy        | Nicolas Costa      | James Cottingham    |
| 60  | Iron Lynx            | Lamborghini Huracán GT3 Evo 2 | G          | Franck Perera         | Matteo Cressoni    | Claudio Schiavoni   |
| 77  | Proton Competition   | Ford Mustang GT3              | G          | Ben Barker            | Zacharie Robichon  | Ryan Hardwick       |
| 78  | Akkodis ASP Team     | Lexus RC F GT3                | G          | Kelvin van der Linde  | Timur Boguslavskiy | Arnold Robin        |
| 81  | TF Sport             | Chevrolet Corvette Z06 GT3.R  | G          | Charlie Eastwood      | Rui Andrade        | Tom van Rompuy      |
| 82  | TF Sport             | Chevrolet Corvette Z06 GT3.R  | G          | Daniel Juncadella     | Sébastien Baud     | Hiroshi Koizumi     |
| 85  | Iron Dames           | Lamborghini Huracán GT3 Evo 2 | G          | Michelle Gatting      | Doriane Pin        | Sara Bovy           |
| 87  | Akkodis ASP Team     | Lexus RC F GT3                | G          | José María López      | Esteban Masson     | Takeshi Kimura      |
| 88  | Proton Competition   | Ford Mustang GT3              | G          | Dennis Olsen          | Mikkel O. Pedersen | Giorgio Roda        |
| 91  | Manthey EMA          | Porsche 911 GT3 R (992)       | G          | Richard Lietz         | Morris Schuring    | Yasser Shahin       |
| 92  | Manthey PureRxcing   | Porsche 911 GT3 R (992)       | G          | Klaus Bachler         | Joel Sturm         | Aliaksandr Malykhin |
| 95  | United Autosports    | McLaren 720S GT3 Evo          | G          | Marino Satō           | Nico Pino          | Josh Caygill        |
| 777 | D'Station Racing     | Aston Martin Vantage GT3 Evo  | G          | Marco Sørensen        | Erwan Bastard      | Clément Mateu       |

## Prove Libere
Migliori cinque per classe

### Prove Libere 1
| Pos.  | Classe   | #   | Team                      | Piloti            | Tempo    | Gap    |
| ----- | -------- | --- | ------------------------- | ----------------- | -------- | ------ |
| 1     | Hypercar | 5   | Porsche Penske Motorsport | Matt Campbell     | 1:42.486 | —      |
| 2     | Hypercar | 51  | Ferrari AF Corse          | James Calado      | 1:42.532 | +0.046 |
| 3     | Hypercar | 6   | Porsche Penske Motorsport | Kévin Estre       | 1:42.593 | +0.107 |
| 4     | Hypercar | 2   | Cadillac Racing           | Alex Lynn         | 1:42.962 | +0.476 |
| 5     | Hypercar | 99  | Proton Competition        | Harry Tincknell   | 1:43.026 | +0.540 |
| Pos.  | Classe   | #   | Team                      | Piloti            | Tempo    | Gap    |
| 1     | LMGT3    | 95  | United Autosports         | Nico Pino         | 1:55.824 | —      |
| 2     | LMGT3    | 55  | Vista AF Corse            | Alessio Rovera    | 1:55.983 | +0.159 |
| 3     | LMGT3    | 54  | Vista AF Corse            | Davide Rigon      | 1:56.069 | +0.245 |
| 4     | LMGT3    | 27  | Heart of Racing Team      | Daniel Mancinelli | 1:56.125 | +0.422 |
| 5     | LMGT3    | 777 | D'Station Racing          | Erwan Bastard     | 1:56.302 | +0.446 |
| Note: |          |     |                           |                   |          |        |

### Prove Libere 2
| Pos.  | Classe   | #   | Team                      | Piloti                | Tempo    | Gap    |
| ----- | -------- | --- | ------------------------- | --------------------- | -------- | ------ |
| 1     | Hypercar | 6   | Porsche Penske Motorsport | Kévin Estre           | 1:39.990 | —      |
| 2     | Hypercar | 93  | Peugeot TotalEnergies     | Jean-Éric Vergne      | 1:40.772 | +0.782 |
| 3     | Hypercar | 38  | Hertz Team Jota           | Jenson Button         | 1:40.782 | +0.792 |
| 4     | Hypercar | 2   | Cadillac Racing           | Alex Lynn             | 1:40.986 | +0.996 |
| 5     | Hypercar | 5   | Porsche Penske Motorsport | Matt Campbell         | 1:41.173 | +1.183 |
| Pos.  | Classe   | #   | Team                      | Piloti                | Tempo    | Gap    |
| 1     | LMGT3    | 55  | Vista AF Corse            | Simon Mann            | 1:55.190 | —      |
| 2     | LMGT3    | 54  | Vista AF Corse            | Francesco Castellacci | 1:55.445 | +0.255 |
| 3     | LMGT3    | 31  | Team WRT                  | Sean Gelael           | 1:55.515 | +0.325 |
| 4     | LMGT3    | 777 | D'Station Racing          | Erwan Bastard         | 1:55.549 | +0.359 |
| 5     | LMGT3    | 95  | United Autosports         | Marino Satō           | 1:55.563 | +0.373 |
| Note: |          |     |                           |                       |          |        |

### Prove Libere 3
| Pos.  | Classe   | #   | Team                      | Piloti            | Tempo    | Gap    |
| ----- | -------- | --- | ------------------------- | ----------------- | -------- | ------ |
| 1     | Hypercar | 2   | Cadillac Racing           | Alex Lynn         | 1:39.990 | —      |
| 2     | Hypercar | 5   | Porsche Penske Motorsport | Matt Campbell     | 1:40.847 | +0.180 |
| 3     | Hypercar | 12  | Hertz Jota Sport          | Callum Ilott      | 1:41.121 | +0.454 |
| 4     | Hypercar | 6   | Porsche Penske Motorsport | Laurens Vanthoor  | 1:41.156 | +0.489 |
| 5     | Hypercar | 94  | Peugeot TotalEnergies     | Stoffel Vandoorne | 1:41.176 | +0.509 |
| Pos.  | Classe   | #   | Team                      | Piloti            | Tempo    | Gap    |
| 1     | LMGT3    | 27  | Heart of Racing Team      | Alex Riberas      | 1:54.964 | —      |
| 2     | LMGT3    | 54  | Vista AF Corse            | Davide Rigon      | 1:55.017 | +0.053 |
| 3     | LMGT3    | 55  | Vista AF Corse            | Simon Mann        | 1:55.204 | +0.240 |
| 4     | LMGT3    | 60  | Iron Lynx                 | Franck Perera     | 1:55.260 | +0.296 |
| 5     | LMGT3    | 777 | D'Station Racing          | Marco Sørensen    | 1:55.346 | +0.382 |
| Note: |          |     |                           |                   |          |        |

## Qualifiche
In Grassetto sono segnati i team che hanno raggiunto la Pole position di classe.
| Pos.  | Classe   | #   | Team                      | Qualifica | Hyperpole | Griglia |
| ----- | -------- | --- | ------------------------- | --------- | --------- | ------- |
| 1     | Hypercar | 5   | Porsche Penske Motorsport | 1:39.154  | 1:39.347  | 1       |
| 2     | Hypercar | 7   | Toyota Gazoo Racing       | 1:39.567  | 1:39.511  | 2       |
| 3     | Hypercar | 12  | Hertz Team Jota           | 1:39.714  | 1:39.622  | 3       |
| 4     | Hypercar | 50  | Ferrari AF Corse          | 1:40.097  | 1:39.976  | 4       |
| 5     | Hypercar | 6   | Porsche Penske Motorsport | 1:40.317  | 1:39.981  | 5       |
| 6     | Hypercar | 93  | Peugeot TotalEnergies     | 1:39.974  | 1:40.067  | 6       |
| 7     | Hypercar | 2   | Cadillac Racing           | 1:40.446  | 1:40.103  | 7       |
| 8     | Hypercar | 51  | Ferrari AF Corse          | 1:40.522  | 1:40.224  | 8       |
| 9     | Hypercar | 38  | Hertz Team Jota           | 1:40.569  | 1:40.362  | 9       |
| 10    | Hypercar | 94  | Peugeot TotalEnergies     | 1:40.281  | 1:40.504  | 10      |
| 11    | Hypercar | 8   | Toyota Gazoo Racing       | 1:40.586  |           | 11      |
| 12    | Hypercar | 83  | AF Corse                  | 1:40.634  |           | 12      |
| 13    | Hypercar | 99  | Proton Competition        | 1:40.675  |           | 13      |
| 14    | Hypercar | 36  | Alpine Endurance Team     | 1:40.682  |           | 14      |
| 15    | Hypercar | 15  | BMW M Team WRT            | 1:40.702  |           | 15      |
| 16    | Hypercar | 20  | BMW M Team WRT            | 1:40.738  |           | 16      |
| 17    | Hypercar | 35  | Alpine Endurance Team     | 1:40.984  |           | 17      |
| 18    | Hypercar | 63  | Lamborghini Iron Lynx     | 1:41.699  |           | 18      |
| 19    | Hypercar | 11  | Isotta Fraschini          | 1:43.189  |           | 19      |
| 20    | LMGT3    | 81  | TF Sport                  | 1:55.634  | 1:54.372  | 20      |
| 21    | LMGT3    | 92  | Manthey PureRxcing        | 1:55.611  | 1:55.179  | 21      |
| 22    | LMGT3    | 54  | Vista AF Corse            | 1:55.666  | 1:55.182  | 22      |
| 23    | LMGT3    | 777 | D'station Racing          | 1:55.619  | 1:55.184  | 23      |
| 24    | LMGT3    | 27  | Heart of Racing Team      | 1:55.251  | 1:55.320  | 24      |
| 25    | LMGT3    | 85  | Iron Dames                | 1:55.993  | 1:55.340  | 25      |
| 26    | LMGT3    | 59  | United Autosports         | 1:55.752  | 1:55.524  | 26      |
| 27    | LMGT3    | 95  | United Autosports         | 1:56.356  | 1:55.836  | 27      |
| 28    | LMGT3    | 46  | Team WRT                  | 1:56.244  | 1:56.028  | 28      |
| 29    | LMGT3    | 55  | Vista AF Corse            | 1:56.381  | 1:56.596  | 29      |
| 30    | LMGT3    | 82  | TF Sport                  | 1:56.586  |           | 30      |
| 31    | LMGT3    | 88  | Proton Competition        | 1:56.650  |           | 31      |
| 32    | LMGT3    | 91  | Manthey EMA               | 1:56.650  |           | 32      |
| 33    | LMGT3    | 31  | Team WRT                  | 1:56.770  |           | 33      |
| 34    | LMGT3    | 78  | Akkodis ASP Team          | 1:57.117  |           | 34      |
| 35    | LMGT3    | 87  | Akkodis ASP Team          | 1:57.920  |           | 35      |
| 36    | LMGT3    | 60  | Iron Lynx                 | 1:59.792  |           | 36      |
| 37    | LMGT3    | 77  | Proton Competition        | No tempo  |           | 37      |
| Note: |          |     |                           |           |           |         |

## Gara
I risultati della corsa sono i seguenti:
| Pos   | Classe   | #   | Team                      | Piloti                                                   | Auto                             | Giri |
| ----- | -------- | --- | ------------------------- | -------------------------------------------------------- | -------------------------------- | ---- |
| 1     | Hypercar | 6   | Porsche Penske Motorsport | Kévin Estre André Lotterer Laurens Vanthoor              | Porsche 963                      | 335  |
| 2     | Hypercar | 12  | Hertz Team Jota           | Callum Ilott Norman Nato Will Stevens                    | Porsche 963                      | 335  |
| 3     | Hypercar | 5   | Porsche Penske Motorsport | Matt Campbell Michael Christensen Frédéric Makowiecki    | Porsche 963                      | 335  |
| 4     | Hypercar | 83  | AF Corse                  | Robert Kubica Robert Shwartzman Ye Yifei                 | Ferrari 499P                     | 334  |
| 5     | Hypercar | 7   | Toyota Gazoo Racing       | Mike Conway Kamui Kobayashi Nyck de Vries                | Toyota GR010 Hybrid              | 334  |
| 6     | Hypercar | 50  | Ferrari AF Corse          | Antonio Fuoco Miguel Molina Nicklas Nielsen              | Ferrari 499P                     | 333  |
| 7     | Hypercar | 35  | Alpine Endurance Team     | Paul-Loup Chatin Ferdinand Habsburg Charles Milesi       | Alpine A424                      | 333  |
| 8     | Hypercar | 8   | Toyota Gazoo Racing       | Sébastien Buemi Brendon Hartley Ryo Hirakawa             | Toyota GR010 Hybrid              | 333  |
| 9     | Hypercar | 99  | Proton Competition        | Julien Andlauer Neel Jani Harry Tincknell                | Porsche 963                      | 333  |
| 10    | Hypercar | 20  | BMW M Team WRT            | Robin Frijns Sheldon van der Linde René Rast             | BMW M Hybrid V8                  | 332  |
| 11    | Hypercar | 36  | Alpine Endurance Team     | Nicolas Lapierre Mick Schumacher Matthieu Vaxivière      | Alpine A424                      | 332  |
| 12    | Hypercar | 51  | Ferrari AF Corse          | James Calado Antonio Giovinazzi Alessandro Pier Guidi    | Ferrari 499P                     | 332  |
| 13    | Hypercar | 63  | Lamborghini Iron Lynx     | Mirko Bortolotti Daniil Kvyat Edoardo Mortara            | Lamborghini SC63                 | 330  |
| 14    | Hypercar | 15  | BMW M Team WRT            | Raffaele Marciello Dries Vanthoor Marco Wittmann         | BMW M Hybrid V8                  | 327  |
| 15    | Hypercar | 94  | Peugeot TotalEnergies     | Paul di Resta Loïc Duval Stoffel Vandoorne               | Peugeot 9X8                      | 316  |
| 16    | LMGT3    | 92  | Manthey PureRxcing        | Klaus Bachler Alex Malykhin Joel Sturm                   | Porsche 911 GT3 R (992)          | 299  |
| 17    | LMGT3    | 27  | Heart of Racing Team      | Ian James Daniel Mancinelli Alex Riberas                 | Aston Martin Vantage AMR GT3 Evo | 299  |
| 18    | LMGT3    | 777 | D'station Racing          | Erwan Bastard Clément Mateu Marco Sørensen               | Aston Martin Vantage AMR GT3 Evo | 298  |
| 19    | LMGT3    | 46  | Team WRT                  | Ahmad Al Harthy Maxime Martin Valentino Rossi            | BMW M4 GT3                       | 298  |
| 20    | LMGT3    | 54  | Vista AF Corse            | Francesco Castellacci Thomas Flohr Davide Rigon          | Ferrari 296 GT3                  | 297  |
| 21    | LMGT3    | 31  | Team WRT                  | Augusto Farfus Sean Gelael Darren Leung                  | BMW M4 GT3                       | 297  |
| 22    | LMGT3    | 55  | Vista AF Corse            | François Heriau Simon Mann Alessio Rovera                | Ferrari 296 GT3                  | 297  |
| 23    | LMGT3    | 85  | Iron Dames                | Sarah Bovy Michelle Gatting Doriane Pin                  | Lamborghini Huracán GT3 Evo 2    | 295  |
| 24    | LMGT3    | 88  | Proton Competition        | Dennis Olsen Mikkel O. Pedersen Giorgio Roda             | Ford Mustang GT3                 | 294  |
| 25    | LMGT3    | 82  | TF Sport                  | Sébastien Baud Daniel Juncadella Hiroshi Koizumi         | Chevrolet Corvette Z06 GT3.R     | 294  |
| 26    | LMGT3    | 77  | Proton Competition        | Ben Barker Ryan Hardwick Zacharie Robichon               | Ford Mustang GT3                 | 293  |
| 27    | LMGT3    | 60  | Iron Lynx                 | Matteo Cressoni Franck Perera Claudio Schiavoni          | Lamborghini Huracán GT3 Evo 2    | 291  |
| 28    | LMGT3    | 95  | United Autosports         | Josh Caygill Nico Pino Marino Sato                       | McLaren 720S GT3 Evo             | 284  |
| 29    | LMGT3    | 59  | United Autosports         | Nicolas Costa James Cottingham Grégoire Saucy            | McLaren 720S GT3 Evo             | 284  |
| 30    | LMGT3    | 91  | Manthey EMA               | Richard Lietz Morris Schuring Yasser Shahin              | Porsche 911 GT3 R (992)          | 284  |
| 31    | LMGT3    | 87  | Akkodis ASP Team          | Takeshi Kimura José María López Esteban Masson           | Lexus RC F GT3                   | 273  |
| NC    | Hypercar | 38  | Hertz Team Jota           | Jenson Button Philip Hanson Oliver Rasmussen             | Porsche 963                      | 309  |
| Rit   | LMGT3    | 78  | Akkodis ASP Team          | Timur Boguslavskiy Kelvin van der Linde Arnold Robin     | Lexus RC F GT3                   | 249  |
| Rit   | LMGT3    | 81  | TF Sport                  | Rui Andrade Charlie Eastwood Tom van Rompuy              | Chevrolet Corvette Z06 GT3.R     | 177  |
| Rit   | Hypercar | 11  | Isotta Fraschini          | Carl Wattana Bennett Antonio Serravalle Jean-Karl Vernay | Isotta Fraschini Tipo 6-C        | 157  |
| SQ    | Hypercar | 2   | Cadillac Racing           | Earl Bamber Sébastien Bourdais Alex Lynn                 | Cadillac V-Series.R              | 334  |
| SQ    | Hypercar | 93  | Peugeot TotalEnergies     | Mikkel Jensen Nico Müller Jean-Éric Vergne               | Peugeot 9X8                      | 334  |
| Note: |          |     |                           |                                                          |                                  |      |

### Penalità post gara
A fine gara viene squalificata la Peugeot TotalEnergies #93 e la Cadillac Racing #2.